# Trézilidé
Trézilidé (bretonisch Trezilide) ist eine französische Gemeinde mit 403 Einwohnern (Stand 1. Januar 2022) im Département Finistère in der Region Bretagne. Sie gehört zum Gemeindeverband Communauté de communes du Pays de Landivisiau. Die Bewohner werden Trézilidéens genannt.
Der Name Trézilidé dürfte von dem bretonischen Wort für Ortschaft (treb) sowie eines bislang unbekannten Heiligen herrühren.

## Geografie
Die Gemeinde befindet sich im Norden der Bretagne, etwa neun Kilometer Luftlinie südlich der Atlantikküste. Morlaix liegt ungefähr 19 Kilometer ostsüdöstlich, die Groß- und Hafenstadt Brest 38 Kilometer südwestlich sowie Paris etwa 470 Kilometer östlich.
Über Landivisiau oder Morlaix bestehen Verbindungen zur Europastraße 50, welche von Brest nach Rennes führt, sowie zu Regionalbahnhöfen an der parallel zur E 50 verlaufenden Bahnstrecke.
Durch das Gemeindegebiet verläuft der Fluss Guillec.

## Geschichte
Trézilidé ist aus Teilung der Gemeinden von Plouzévédé und Tréflaouénan hervorgegangen. Die erste Erwähnung des Ortes findet sich im 15. Jahrhundert. Aus dem 17. und 18. Jahrhundert stammen unter anderem die Kirche Saint-Péran (erbaut 1767) und einige religiöse Symbole und Relikte.

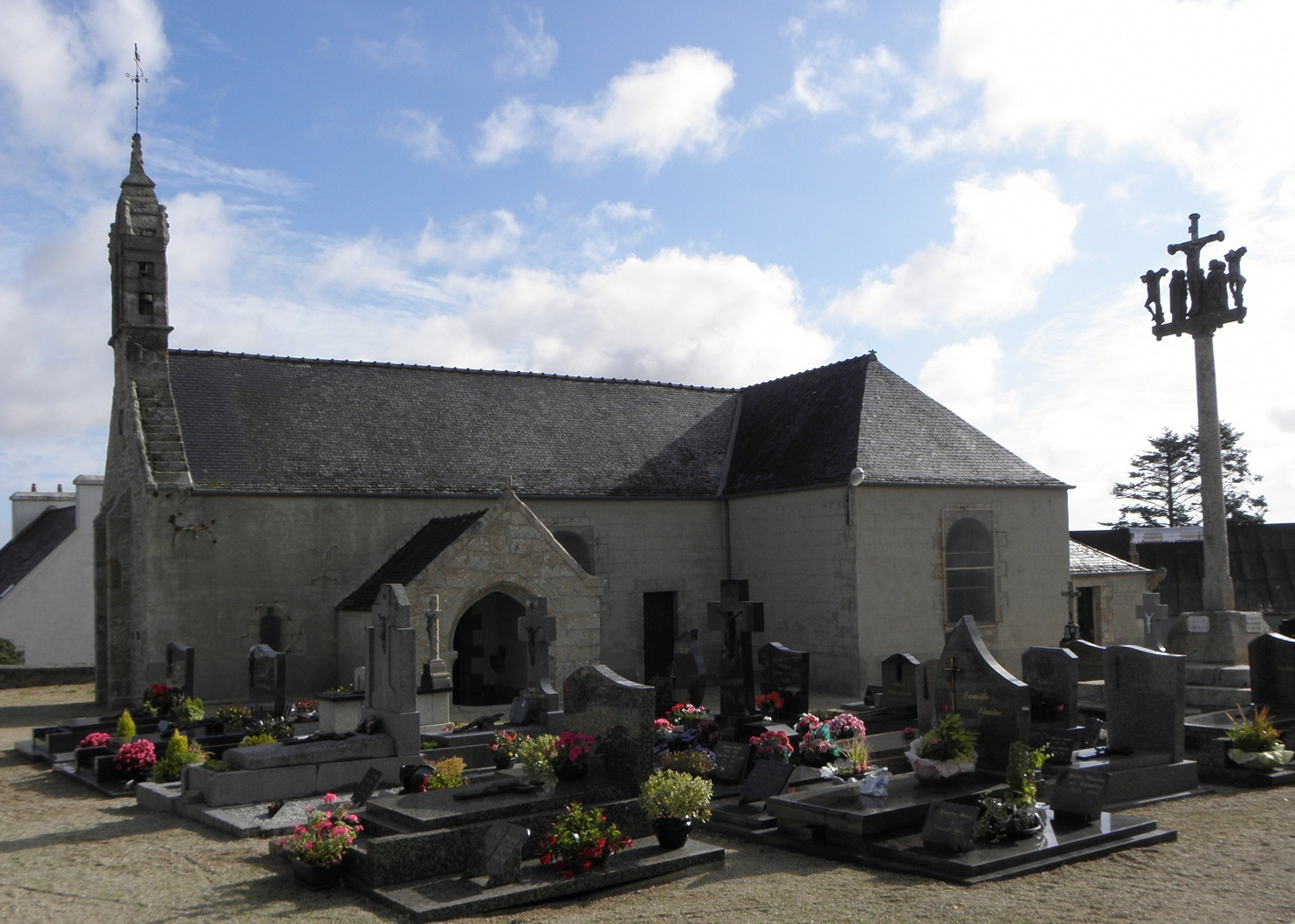
Kirche Saint-Pierre

## Bevölkerungsentwicklung
| Jahr                       | 1962 | 1968 | 1975 | 1982 | 1990 | 1999 | 2006 | 2017 |
| Einwohner                  | 308  | 272  | 262  | 213  | 214  | 224  | 267  | 382  |
| Quellen: Cassini und INSEE |      |      |      |      |      |      |      |      |